# Caio Collet
Caio Jotta Collet (São Paulo, Brasil, 3 de abril de 2002) es un piloto de automovilismo brasileño. Fue miembro de la Academia Alpine desde 2019 hasta 2022, y resultó campeón del Campeonato Francés de F4 en 2018 y subcampeón de la Eurocopa de Fórmula Renault en 2020. Compitió durante tres temporadas en el Campeonato de Fórmula 3 de la FIA, obteniendo tres victorias y once podios. Actualmente corre en la Indy NXT, y a su vez hizo su debut en la Fórmula E con Nissan.

## Carrera

### Inicios
Caio Collet comenzó a practicar karting en São Paulo a los siete años. Después de numerosas victorias en competiciones nacionales, se fue a Europa, terminando tercero en el Campeonato Mundial de Karting en 2015. Se incorporó a la estructura All Road Management de Nicolas Todt en 2017. 

### Fórmula 4
A principios de 2018, ganó el Volant Winfield, lo que le permitió lanzar su carrera en monoplaza y participar en el Campeonato Francés de F4. Ganó el campeonato una prueba antes del final de la temporada.
Como recompensa, para la temporada 2019, Caio Collet se une a la Renault Sport Academy y Eurocopa de Fórmula Renault con R-ace GP. Durante el año, terminó quinto en el campeonato y mejor novato, pero sin ganar. A finales de año, condujo notablemente el Lotus E20 para un festival de Fórmula 1 en homenaje a Ayrton Senna, en su ciudad natal de São Paulo.
A principios de 2020, Caio Collet participa en el campeonato de invierno Toyota Racing Series, un campeonato regional de Fórmula 3, utilizando los mismos coches que en la Eurocopa. Fue séptimo con una victoria. Para el resto de la temporada, continúa con la Renault Sport Academy y R-ace GP en la Eurocopa de Fórmula Renault.

## Resumen de carrera
| Temporada | Categoría                         | Equipo                   | Carreras     | Victorias    | Poles        | VR           | Podios       | Puntos       | Pos.         |
| --------- | --------------------------------- | ------------------------ | ------------ | ------------ | ------------ | ------------ | ------------ | ------------ | ------------ |
| 2017-18   | Campeonato de EAU de Fórmula 4    | Silberpfeil Energy Dubai | 7            | 1            | 2            | 3            | 6            | 124          | 6.º          |
| 2018      | Campeonato Francés de F4          | —                        | 20           | 7            | 3            | 7            | 11           | 303.5        | 1.º          |
| 2018      | ADAC Fórmula 4                    | Prema Theodore Racing    | 3            | 0            | 0            | 0            | 0            | 18           | 16.º         |
| 2019      | Eurocopa de Fórmula Renault       | R-ace GP                 | 20           | 0            | 0            | 0            | 6            | 207          | 5.º          |
| 2020      | Toyota Racing Series              | mtec motorsport          | 15           | 1            | 1            | 2            | 1            | 219          | 7.º          |
| 2020      | Eurocopa de Fórmula Renault       | R-ace GP                 | 20           | 5            | 3            | 4            | 12           | 304          | 2.º          |
| 2021      | Campeonato de Fórmula 3 de la FIA | MP Motorsport            | 20           | 0            | 0            | 0            | 2            | 93           | 9.º          |
| 2022      | Campeonato de Fórmula 3 de la FIA | MP Motorsport            | 18           | 2            | 1            | 2            | 5            | 88           | 8.º          |
| 2023      | Campeonato de Fórmula 3 de la FIA | Van Amersfoort Racing    | 18           | 1            | 0            | 1            | 4            | 73           | 9.º          |
| 2023-24   | Fórmula E                         | Nissan Formula E Team    | 2            | 0            | 0            | 0            | 0            | 0            | 28.º         |
| 2024      | Indy NXT                          | HMD Motorsports          | 14           | 1            | 1            | 3            | 6            | 436          | 3.º          |
| 2025      | Indy NXT                          | HMD Motorsports          | Disputándose | Disputándose | Disputándose | Disputándose | Disputándose | Disputándose | Disputándose |
| Fuente:   |                                   |                          |              |              |              |              |              |              |              |

## Resultados

### Campeonato de Fórmula 3 de la FIA
(Clave) (negrita indica pole position) (cursiva indica vuelta rápida puntuable)

| Año  | Escudería     | 1   | 1   | 1   | 2   | 2   | 2   | 3   | 3   | 3   | 4   | 4   | 4   | 5   | 5   | 5   | 6   | 6   | 6   | 7   | 7   | 7   | Pos. | Puntos | Ref.  |
| ---- | ------------- | --- | --- | --- | --- | --- | --- | --- | --- | --- | --- | --- | --- | --- | --- | --- | --- | --- | --- | --- | --- | --- | ---- | ------ | ----- |
| 2021 | MP Motorsport | BAR | BAR | BAR | LEC | LEC | LEC | SPI | SPI | SPI | BUD | BUD | BUD | SPA | SPA | SPA | ZAN | ZAN | ZAN | SOC | SOC | SOC | 9.º  | 93     | [ 6 ] |
| 2021 | MP Motorsport | 3   | 5   | 8   | 13  | Ret | 3   | 17  | 17  | 7   | 20  | 12  | 16  | 9   | 4   | 4   | 5   | 4   | 5   | 5   | C   | Ret | 9.º  | 93     | [ 6 ] |

| Año  | Escudería             | 1   | 1   | 2   | 2   | 3   | 3   | 4   | 4   | 5   | 5   | 6   | 6   | 7   | 7   | 8   | 8   | 9   | 9   | Pos. | Puntos | Ref.  |
| ---- | --------------------- | --- | --- | --- | --- | --- | --- | --- | --- | --- | --- | --- | --- | --- | --- | --- | --- | --- | --- | ---- | ------ | ----- |
| 2022 | MP Motorsport         | SAK | SAK | IMO | IMO | BAR | BAR | SIL | SIL | SPI | SPI | BUD | BUD | SPA | SPA | ZAN | ZAN | MNZ | MNZ | 8.º  | 88     | [ 7 ] |
| 2022 | MP Motorsport         | 7   | Ret | 24† | 11  | 3   | 7   | 11  | 4   | 2   | 27  | 1   | 9   | 10  | 6   | 1   | 7   | 3   | 20  | 8.º  | 88     | [ 7 ] |
| 2023 | Van Amersfoort Racing | SAK | SAK | MEL | MEL | MON | MON | BAR | BAR | SPI | SPI | SIL | SIL | BUD | BUD | SPA | SPA | MNZ | MNZ | 9.º  | 73     | [ 8 ] |
| 2023 | Van Amersfoort Racing | 3   | 14  | 21  | 16  | 9   | Ret | 17  | 12  | 3   | 3   | 4   | 15  | 23  | 19  | 1   | 5   | 19  | 4   | 9.º  | 73     | [ 8 ] |

### Fórmula E
(Clave) (negrita indica pole position) (cursiva indica vuelta rápida)

| Año     | Escudería             | 1   | 2   | 3   | 4   | 5   | 6   | 7   | 8   | 9   | 10  | 11  | 12  | 13     | 14     | 15  | 16  | Pos. | Puntos |
| ------- | --------------------- | --- | --- | --- | --- | --- | --- | --- | --- | --- | --- | --- | --- | ------ | ------ | --- | --- | ---- | ------ |
| 2023-24 | Nissan Formula E Team | MEX | DRH | DRH | SAP | TOK | MIS | MIS | MCO | BER | BER | SHA | SHA | POR 18 | POR 16 | LDN | LDN | 28.º | 0      |
| Fuente: |                       |     |     |     |     |     |     |     |     |     |     |     |     |        |        |     |     |      |        |